# Куспий Фад
Куспий Фад (лат. Cuspius Fadus) — римский политический деятель середины I века; прокуратор Иудеи по смерти Агриппы I (44 год). Принимал участие в усмирении движения лжепророка Февды.

## Биография
Куспий Фад происходил из италийской семьи, жившей в Пергаме.
В 41—44 годах Иудея была клиентским царством, которым правил друг римского императора Клавдия Ирод Агриппа I. Однако после его смерти император решил вернуть власть римлян над Иудеей. Он присоединил к ней Идумею и Самарию, издав указ, что теперь Иудеей будет править не префект, а прокуратор. Первым прокуратором Иудеи стал Куспий Фад.
Во время правления Фада провинцией некто Февда уговорил большую массу народа забрать с собой всё имущество и пойти за ним к Иордану. Февда выдавал себя за мессию и уверял, что прикажет реке расступиться и без труда пересечёт её. Куспий Фад выслал против них отряд конницы, которая неожиданно нагрянула и многих из них перебила и захватила живьём. Самому Февде отрубили голову и отвезли её в Иерусалим.